# Michael Parenti

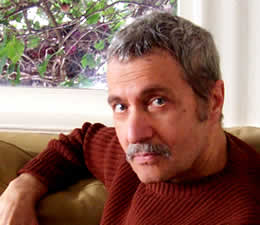
Michael Parenti (2004)

Michael Parenti (* 30. September 1933 in New York) ist ein marxistischer US-amerikanischer Politologe, Historiker und Autor von 19 Büchern und 250 Artikeln. Er wurde 1962 an der Yale-Universität in Politik promoviert und lehrte an mehreren Universitäten und Colleges. Heute ist er in politischen Talkshows auf Radiosendern zu hören. Seine Werke sind weltweit bekannt.
Für sein Buch The Assassination of Julius Caesar wurde er für den Pulitzer-Preis nominiert.

## Bibliografie
- 1969 – The Anticommunist Impulse
- 1971 – Trends and Tragedies in American Foreign Policy
- 1974 – Democracy for the Few (8. Auflage 2007)
- 1975 – Ethnic and Political Attitudes
- 1978 – Power and the Powerless
- 1989 – The Sword and the Dollar: Imperialism, Revolution, and the Arms Race
- 1992 – Make-Believe Media: The Politics of Entertainment
- 1993 – Inventing Reality: Politics of News Media
- 1994 – Land of Idols: Political Mythology in America
- 1995 – Against Empire
- 1996 – Dirty Truths
- 1997 – Blackshirts and Reds, Rational Fascism and the Overthrow of Communism
- 1998 – America Besieged
- 1999 – History as Mystery
- 2001 – To Kill A Nation, The Attack on Yugoslavia
- 2002 – The Terrorism Trap, September 11 and Beyond
- 2003 – The Assassination of Julius Caesar, A People’s History of Ancient Rome
- 2004 – Superpatriotism
- 2006 – The Culture Struggle
- 2007 – Contrary Notions: The Michael Parenti Reader
- 2007 – »Wir wollen alles« – Weltmachtpolitik der USA nach dem »Ende der Geschichte« (Vorabdruck) in: Michael Klundt (Hg.): Kapitalismus versus Barbarei? Die Geschichtsschreibung der neuen Weltordnung. Köln: PapyRossa, 2007. Mit Beiträgen von Domenico Losurdo, Eric Hobsbawm, Jacques Pauwels und Arno Klönne. – ISBN 978-3-89438-363-3
- 2010 – God and His Demons
- 2011 – The Face of Imperialism